# コルサコフ症候群
コルサコフ症候群（コルサコフしょうこうぐん,Korsakoff syndrome）は、記銘力障害、失見当識、作話を中心とする健忘症候群である。
アルコール中毒、ビタミンB1（チアミン）欠乏によって生じるウェルニッケ脳症において典型的な病態が見られるが、頭部外傷や全身生疾患に伴う意識障害から覚醒する段階で通過症候群としてとしても認められることがある。

## 概要
ロシアの精神科医セルゲイ・コルサコフにちなみ、命名された。後に、ビタミンB1の欠乏によっても起こることがわかったため、同じくビタミンB1の欠乏によって起こるウェルニッケ脳症と合わせて「ウェルニッケ・コルサコフ症候群」としてまとめられる場合がある（ただし両者は違う病気である）。
視床背内側核または両側乳頭体の障害でも同様の病状を生ずる。大脳の萎縮を伴うこともある。ウェルニッケ・コルサコフ症候群という名称であるが、障害が側頭葉のウェルニッケ野に生ずるというわけではない。病像はウェルニッケ脳症とかなり違っており、それが慢性化した状態ではない。主な原因はアルコール依存症に由来する栄養失調とされるが、外傷や脳卒中など、その他の器質的原因によって起こる場合もある。
即時記憶が重度に障害され長期記憶の前向性健忘と見当識の障害を伴う逆向性健忘が、同時に起こる。健忘に対し、作話でつじつまを合わせようとすることも特徴である。思考や会話能力などの知的能力に、目立った低下は見られない。コルサコフ症候群の患者は被暗示性が強く、過去の記憶と妄想の区別がつかなくなる。
ウェルニッケ脳症は回復可能とされているが、コルサコフ症候群は若干改善することはあっても基本的には不可逆的障害である。ウェルニッケ脳症とは違い、意識障害を含まない概念である。

## 症状
新しく経験したことを記憶する能力が障害され、記憶の欠損を作話で埋めることが目立つ。時には質問に対して的外れな回答をすることがある。時間と場所に対する見当識が障害されるが、人に対する見当識(その人が誰で、自分にとってどのような関係か)は比較的保たれている。

## ドラマでの紹介例
- 『トップナイフ』 - 第4話で、第三脳室内出血による病気として取り上げられている[5]。
- 『GM〜踊れドクター』 - 第4話に登場する患者の症例。
- 『Dr.HOUSE』 - シーズン1に一瞬登場するサブ出演患者の症例。過度のダイエットが原因で怪我の原因を覚えておらず、作話した。